# Marcelo Lopes de Souza
Marcelo Lopes de Souza é professor do Departamento de Geografia da Universidade Federal do Rio de Janeiro. Fundou e coordena um grupo de pesquisas cujo foco principal são os vínculos entre relações sociais e espaço e, muito particularmente, a espacialidade da mudança social, chamado Núcleo de Pesquisas Sobre Desenvolvimento Sócio-Espacial (NuPeD).
O trabalho de Marcelo Lopes de Souza tem tido como foco principal a espacialidade dos movimentos e dos conflitos sociais, suas identidades, agendas e formas de resistência. Sua atenção profissional tem sido dedicada, de um modo geral, ao estudo dos vínculos entre mudança social e organização espacial. Outros de seus temas de interesse incluem: pensamento libertários na Geografia; justiça ambiental como dimensão do desenvolvimento sócioespacial;  
Sua tese de doutorado, publicada na Alemanha e inspirada no trabalho de Orlando Valverde, tratou sobre drogas e o crime na cidade do Rio de Janeiro numa época de debates ainda incipientes. Por esta pesquisa sobre a questão urbana recebeu o primeiro prêmio da Sociedade Alemã de Pesquisa sobre a América Latina (ADLAF), em 1994. Foi agraciado também com o Prêmio Jabuti por seu livro O Desafio Metropolitano, em 2001.

## Principais obras de Marcelo Lopes de Souza
- Por uma Geografia libertária. Rio de Janeiro: Consequência, 2017.
- The practice of freedom. Londres: Rowman & Littlefield, 2016.
- Os conceitos fundamentais da pesquisa sócioespacial. Rio de Janeiro: Bertrand Brasil, 2013.
- Fobópole: o medo generalizado e a militarização da questão urbana. Rio de Janeiro: Bertrand Brasil, 2008.
- A prisão e a ágora: Reflexões em torno da democratização do planejamento e da gestão das cidades. Rio de Janeiro: Bertrand Brasil, 2006.
- ABC do desenvolvimento urbano. Rio de Janeiro: Bertrand Brasil, 2003.
- Mudar a cidade: uma introdução crítica ao planejamento e à gestão urbano. Rio de Janeiro: Bertrand Brasil, 2002.
- O desafio metropolitano: um estudo sobre a problemática sócioespacial nas metrópoles brasileiras. Rio de Janeiro: Bertrand Brasil, 2000.